# Петухов, Михаил Серафимович
Петухо́в, Михаи́л Серафи́мович (28 апреля 1933 — 15 января 2013) — советский и украинский яхтсмен. Заслуженный тренер СССР и Украины.

## Биография
Родился 28 апреля 1933 году в Ленинграде. Во время войны был в осаждённом городе потерял мать и многих родственников.
Парусным спортом занимался с 1947 г., с момента поступления в рижскую Школу юнг ВМФ. С 1949 по 1956 год служил в ВМФ (Балтийск, Севастополь, Одесса).

## Спортивная Карьера
В 1952 году чемпион ВМФ в классе «М»
Далее он:
- 8-кратный чемпион Черноморского флота,
- 5-кратный чемпион Украины,
- многократный победитель и призёр всесоюзных соревнований «Черноморская регата» и «Кубок Чёрного моря».

С конца восьмидесятых годов:
- Победитель Эгейской регаты;
- Дважды победитель и трижды серебряный призёр 1000-мильной нон-стоп гонки Римини-Корфу-Римини;
- Трижды победитель кубка Калабрии.

## Тренерская Карьера
На тренерской работе с 1952 по 1993 год:
С 1953 по 1960 год в Одесском яхт-клубе ВМФ (в Практической гавани).
С 1960 работал в ДСО «Водник».
За время тренерской работы подготовил более 100 мастеров спорта. С 1972 по 1985 г. — старший тренер Олимпийской сборной в классах «Звёздный» и «Торнадо».

## Поход вокруг Европы
В 2003 г. Михаил Серафимович Петухов и его экипаж на яхте «Альциона» обошли вокруг Европы для участия в праздновании 300-летия Санкт-Петербурга. Поход подготавливался почти 2 года, ушедшие на модернизацию и дооснащение яхты «Альциона» (построена в Гданьске в 1977 г., тип «Таурус», М. С. Петухов ходил на «Альционе» с её первой навигации).
Переход на яхте по маршруту «Одесса — Санкт-Петербург — Одесса» с возвращением по внутренним водным путям был осуществлён впервые за 130 лет существования одесского яхтинга. Поход явился значительным событием парусной и общественной жизни городов-побратимов, был включён в официальную программу мероприятий года России на Украине и празднования 300-летия Санкт-Петербурга. Поход проходил под патронатом мэрии Одессы.